# Seyran Ateş

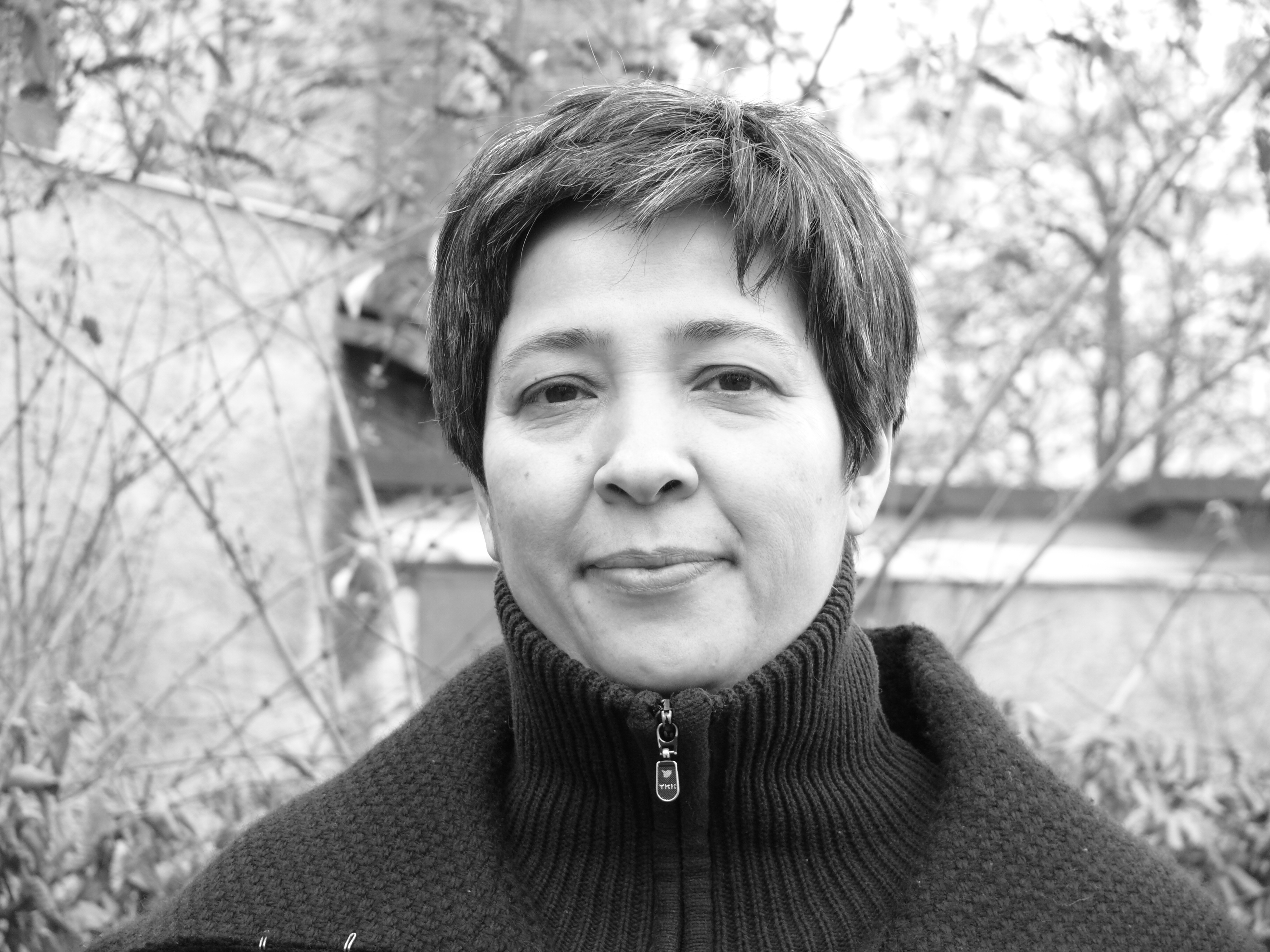
Seyran Ateş, 2008

Seyran Ateş (phon. [sɛjˈrɑːn aˈtɛʃ], * 20. April 1963 in Istanbul, Türkei) ist eine Autorin, Frauenrechtlerin und ehemalige Anwältin türkischer und kurdischer Abstammung. Sie befasste sich als Anwältin in Berlin hauptsächlich mit Straf- und Familienrecht. Sie engagiert sich in der deutschen Ausländerpolitik und ist aktiv im Kampf gegen Zwangsheiraten, Ehrenmorde und Genitalverstümmelung. 
Seyran Ateş war Mitglied der ersten Deutschen Islamkonferenz 2006 und nahm am Integrationsgipfel der Bundesregierung teil.
Ein einschneidendes Erlebnis mit weitreichenden Auswirkungen fand im Jahr 1984 statt, als die 21-jährige Ateş
bei einem misogyn motivierten Mordanschlag von einem Mitglied der rechtsextremen türkischen Grauen Wölfe lebensgefährlich verletzt wurde. Sie übersetzte in einem Frauenberatungszentrum für eine türkische Frau,  die an den Folgen des Attentats verstarb. 
Wegen gewalttätiger Angriffe und Bedrohungen durch Prozessgegner sowie wegen Anfeindungen von verbandspolitischer Seite gab Ateş im Jahr 2006 vorübergehend ihre Anwaltszulassung zurück. Nach neuen Morddrohungen anlässlich ihrer Streitschrift Der Islam braucht eine sexuelle Revolution zog sie sich in den Jahren 2009 bis 2011 ganz aus der Öffentlichkeit zurück. Im Jahr 2012 eröffnete sie ihre Anwaltskanzlei wieder. Im Juni 2022 gründete sie PEN Berlin mit.
Ateş ist Initiatorin und Mitbegründerin der Ibn-Rushd-Goethe-Moschee in Berlin, die für einen liberalen Islam steht, der nach eigenen Angaben eine Trennung zwischen Staat und religiösen Institutionen befürwortet und sich um eine zeitgemäße und geschlechtergerechte Auslegung des Koran und der Hadithen bemüht. Ateş erhielt nach Gründung der Moscheegemeinde eine Vielzahl von Morddrohungen und steht rund um die Uhr unter polizeilichem Personenschutz.

## Leben

### Jugend
Seyran Ateş, deren Mutter Türkin und deren Vater Kurde ist, hat im Jahr 2003 in ihrem autobiografischen Buch Große Reise ins Feuer – Die Geschichte einer deutschen Türkin die beengten Verhältnisse beschrieben, aus denen sie sich persönlich befreit hat. Der Titel ihres Buches spielt auf ihren Namen an, Seyran heißt ‚Ausflug, Vergnügungsfahrt‘ und Ateş heißt ‚Feuer, Fieber‘. Als sie sechs Jahre alt war, holten ihre Eltern sie und ihre Geschwister aus den Slums von Istanbul nach Berlin-Wedding. Ihre Eltern waren schon Jahre vorher dorthin gezogen, ohne dass ihre kleine Tochter wusste, wohin sie verschwunden waren. Die siebenköpfige Familie lebte in einer Einzimmerwohnung. Dort hatte sie die herkömmliche Frauenrolle zu erfüllen. Sie musste ihren Bruder und die Eltern bedienen und durfte nicht alleine das Haus verlassen. Für Ungehorsam wurde sie geschlagen und beschimpft. In der Vorschule blieb sie als einzige Türkin mangels hinreichender deutscher Sprachkenntnis zunächst sozial isoliert. Sie lernte aber sehr schnell Deutsch und gehörte bereits in der 1. Klasse zu den besten Schülern. Mit einer Empfehlung für das Gymnasium ging sie schließlich aus eigener Entscheidung auf eine Gesamtschule und machte im Hinblick auf den Wunsch, Jura zu studieren, das Abitur am Oberstufenzentrum Wirtschaft-Verwaltung-Recht. Auf der Gesamtschule wurde sie zur Schulsprecherin gewählt. Die Entfremdung zwischen repressiver Erziehung und schulischer Anerkennung ertrug sie aber nicht mehr auf Dauer. Weil ihr die Strenge ihrer Eltern die Luft zum Atmen nahm, verließ sie kurz vor ihrem 18. Geburtstag ihr Elternhaus. Der Kinder- und Jugendnotdienst nahm Seyran Ateş auf, Arbeit fand sie in einem Beratungszentrum für muslimische Frauen. Bis zum Abitur lebte sie in einer Wohngemeinschaft und bei einer befreundeten Rechtsanwältin.

### Attentat
Zur Finanzierung ihres Jurastudiums an der Freien Universität Berlin arbeitete sie in dem Kreuzberger Treff- und Informationsort für Frauen aus der Türkei TIO für türkische und kurdische Migrantinnen, die sich vor der häuslichen Gewalt in ihren Familien schützen wollten. 1984 erschoss während der Beratungszeit ein Mann ihre Klientin Fatma E. und verletzte Seyran Ateş lebensgefährlich. Dabei will Ateş ein Nahtoderlebnis gehabt haben. Der Tatverdächtige wurde von ihr und sechs anderen Zeugen identifiziert. Später konnte seine Mitgliedschaft in der nationalistisch, faschistischen türkischen Organisation Graue Wölfe nachgewiesen werden, für die er als Auftragskiller gearbeitet haben soll. Nachdem der Tatverdächtige freigesprochen wurde und bis heute unbehelligt in Berlin-Kreuzberg lebt, warf Ateş den Behörden Ermittlungsfehler und Schlamperei vor. Ein Vertreter des Verfassungsschutzes vermied vor Gericht eine Äußerung zur Sache mit der Begründung, es gebe keinen eingetragenen Verein mit dem Namen Graue Wölfe. Die Genesung und Heilung von den Folgen des Attentats zog sich über sechs Jahre hin. 1997 legte sie ihr zweites Staatsexamen am Kammergericht Berlin ab und beendete damit erfolgreich ihr Rechtsreferendariat.

### Integrations- und sozialpolitisches Engagement
Seyran Ateş wendet sich in der Integrationsdebatte gegen das in ihren Augen gescheiterte Konzept der Multikulturalität und vertritt stattdessen die Idee der Transkulturalität. Sie kämpft mit Vorträgen und Veröffentlichungen gegen die durch ein falsches Islamverständnis legitimierte Geschlechtertrennung und die Unterdrückung der Frau, ihrer Ansicht nach versinnbildlicht in Zwangsverhüllung sowie gegen Zwangsverheiratung, Kinderehen und Ehrenmorde. Sie setzt sich für mehr aufsuchende Sozialarbeit in Familien mit türkischer und kurdischer Herkunft ein und forderte als erste einen eigenen Straftatbestand gegen Zwangsverheiratung, der Frauen und Männer besser vor Zwangsehen schützt. Sie gehörte zu Unterstützerinnen der Mahnwache für das Ehrenmord-Opfer Hatun Sürücü.
Wegen ihres Engagements für Integration und Gleichberechtigung wurde sie 2007 in Deutschland mit dem Bundesverdienstkreuz am Bande ausgezeichnet. Am 1. Oktober 2008 erhielt sie vom Regierenden Bürgermeister der Stadt Berlin, Klaus Wowereit, den Verdienstorden des Landes Berlin. Ateş ist Mitglied des Kuratoriums des Humanistischen Verbandes Berlin-Brandenburg. 2014 erhielt sie das Bundesverdienstkreuz 1. Klasse.

### Vorübergehende Aufgabe ihrer Anwaltstätigkeit
Nach einem Scheidungstermin wurden Seyran Ateş und ihre Mandantin am 7. Juni 2006 von dem geschiedenen Ehemann am Kreuzberger U-Bahnhof Möckernbrücke beleidigt und bedroht, die Mandantin wurde geschlagen, ohne dass einer der Passanten eingegriffen hätte. Es folgten weitere Bedrohungen von anderen Verfahrensgegnern und politischen Gegnern. Im August 2006 gab Seyran Ateş ihre Anwaltszulassung zurück. Sie begründete diesen Schritt mit häufigen Bedrohungen und tätlichen Angriffen durch Verfahrensgegner ihrer Mandantschaft. Sie warf türkischen Verbänden wie etwa der Türkischen Gemeinde zu Berlin und der türkischen Zeitung Hürriyet eine Mitschuld an der „gewalttätigen Stimmung“ vor.
Nur indirekt wies sie auch auf einen Mangel an Personenschutz durch die Polizei hin, den sie jedoch nicht ausdrücklich angefordert hatte, wie sie erst später klarstellte. Zugleich gab Ateş bekannt, weiterhin politisch tätig bleiben zu wollen mit Vorträgen, Podiumsdiskussionen und Interviews. Hier sei der Personenschutz gewährleistet. Sie erfuhr Zuspruch von Politikern aller Fraktionen des Berliner Abgeordnetenhauses, auch im Hinblick auf die bevorstehenden Wahlen zum Berliner Abgeordnetenhaus am 17. September 2006. Auch von Berliner Anwälten und dem Deutschen Juristinnenbund erhielt Ateş Unterstützung. In ihrem ersten Interview nach ihrer Rückgabe der Anwaltszulassung begründete sie diesen Schritt damit, dass sie nicht so wie Ayaan Hirsi Ali enden wollte. Diese kämpfte in ihrem Land gegen eine Übermacht an und sah sich schließlich zur Emigration gezwungen. Trotz der Hilfsangebote aus Politik (Anwendung des Zeugenschutzprogramms, wie von Justizsenatorin Karin Schubert (SPD) vorgeschlagen) und Justiz (Mitarbeit in Kanzleien) blieb sie zunächst bei ihrem Entschluss.
Nach einem Gespräch mit Vertretern des Berliner Anwaltsvereins (BAV) und mit dem Deutschen Juristinnenbund (djb) stellte Ateş am 11. September 2006 in Aussicht, vielleicht ihre Anwaltstätigkeit 2007 wieder aufzunehmen. Ihre Berufskollegen boten ihr an, ihren Anwaltsberuf zukünftig in einem gemeinschaftlichen Büro einer Anwaltssozietät besser geschützt vor Übergriffen auszuüben. Dieses Angebot wollte sie erst nach einer längeren Phase der Erholung annehmen. Trotz negativer Stimmen aus dem Berliner Senat zum „Fall Ateş“ wurde dieser erneut von mehreren Politikern zu Schutzmaßnahmen aufgefordert.
Am 6. September 2007 nahm Ateş nach einem Jahr wieder ihre Arbeit als Anwältin auf. Zukünftig wolle sie jedoch ohne eine öffentliche Bekanntgabe ihres Kanzleisitzes tätig sein. Zwar wisse sie nicht, wie lange sie noch in Deutschland arbeiten könne, doch werde sie von der öffentlichen Debatte geschützt.

### Rückzug aus der Öffentlichkeit nach Morddrohungen
Am 19. Oktober 2009 berichtete Deutschlandradio Kultur unter Berufung auf den Ullstein Verlag, dass sich Ateş ganz aus der Öffentlichkeit zurückziehen werde. Der Grund für diesen Schritt seien Morddrohungen, die sie nach dem Erscheinen ihres jüngsten Werks Der Islam braucht eine sexuelle Revolution erhalten habe. Laut Verlag befanden sich Ateş und ihre Familie damals in unmittelbarer Gefahr.
Im Februar 2012 beantragte Ateş, aus der türkischen Staatsbürgerschaft entlassen zu werden. Dieser Schritt sei ihr persönlich und politisch nicht leichtgefallen, auch weil sie damit ihre Ansichten zur doppelten Staatsangehörigkeit neu überdenken müsse.

### Rückkehr in die Öffentlichkeit
Im Sommer 2012 eröffnete sie wieder ihre Anwaltskanzlei in der Müllerstraße im Berliner Wedding, um vor allem hilfesuchenden Frauen als Anwältin zur Verfügung zu stehen.
Im Jahr 2016 bereitete Ateş mit anderen die Gründung einer Moschee vor, in der, entgegen der sonst üblichen Praxis im Islam, Frauen und Männer gemeinsam beten. Zugleich ließ sie sich zur Imamin ausbilden. Am 16. Juni 2017 eröffnete sie in Berlin die Ibn-Rushd-Goethe-Moschee. Nach etwa 100 Morddrohungen erhielt Ateş rund um die Uhr Personenschutz. Ihre Berliner Moschee vertritt einen säkularen Islam. Gegen die zahllosen Hasstiraden gegen sie auf Facebook und Twitter stellt sie in schlimmen Fällen auch Strafantrag. Gemeinsam mit dem Berliner Landeskriminalamt habe sie momentan über 200 Anzeigen gestellt, berichtete sie im September 2017 auf der ÖIF-Podiumsdiskussion Integration und Islam in Wien.

### Dokumentarfilm Seyran Ateş: Sex, Revolution and Islam
In dem Dokumentarfilm Seyran Ateş: Sex, Revolution and Islam aus dem Jahr 2021 wird das Leben von Ateş als Feministin, Rechtsanwältin und Moscheegründerin gezeigt. Der Film qualifizierte sich für weltweit 24 Filmfestivals und erhielt überwiegend positive Besprechungen.

## Positionen
In einem Interview mit der Wochenzeitung Die Zeit zum islamfeindlichen Film Innocence of Muslims vertrat Ateş als Muslima und Juristin im September 2012 die Meinung, der Staat dürfe den von islamischen Fundamentalisten unterstützten Protestaktionen von Muslimen nicht nachgeben: „Wo aber Religion nur der Abgrenzung dient, stellt sie sich gegen die Demokratie. Und wo Religion nach Strafen schreit, beginnt der Krieg gegen die Aufklärung und gegen jene Freiheiten, von denen hierzulande alle Kirchen und Glaubensgemeinschaften profitieren. Auch ihre Wahrheit muss kritisierbar bleiben. Beleidigt werden kann im Grunde nur der Fundamentalist.“
Dem Rechtsmagazin Legal Tribune Online gab sie im März 2012 ein Interview, in dem sie ihre bis dahin die Doppelte Staatsbürgerschaft rundweg bejahende Auffassung revidierte. Sie stellte die an junge Leute durch die bundesdeutsche Rechtsordnung herangetragene Notwendigkeit, sich für eine Staatszugehörigkeit zu entscheiden, als positive Herausforderung dar. Es sei eine Chance, sich über die Verfassung und die politischen Gegebenheiten der jeweiligen Länder zu informieren, über die Menschenrechtssituation, das Maß an Demokratie, Pluralität und Zivilgesellschaft, das gewährt wird. Ausdrücklich hält sie es für bedenklich, wenn sich eine Gesellschaft Bürger schafft, die die Gesellschaft ablehnen und nur ein Interesse an den Privilegien haben, sich aber für den Rest nicht interessieren, weder für die Sprache noch die Kultur. Sie tritt insbesondere dafür ein, den Verfassungspatriotismus „ins Herz der Integrationsdebatte zu stellen“.
Seit Mai 2018 ist Seyran Ateş Botschafterin für den Verein „intaktiv e. V.“, der sich gegen die Genitalverstümmelung und Beschneidung von Kindern einsetzt.
Die Imamin veröffentlichte in der liberalen Ibn-Rushd-Goethe-Moschee eine Friedensbotschaft nach dem terroristischen Angriff der Hamas auf Israel 2023. Sie solidarisierte sich mit jenen Palästinensern, die sich von der Terrorgruppe Hamas abgrenzen und stellte sich auf die Seite Israels.
Ateş zufolge zählt Österreich zum „Hotspot der Islamisten“: Diese hätten sich eingenistet und übten über Akademien, Schulen, Clans und Moscheen Einfluss aus. Aus Parallelgesellschaften hätten sich Gegengesellschaften gebildet, in manchen Bezirken sei der Imam mehr wert als der Bürgermeister. Regierungen in Österreich und Deutschland würden zu viel Toleranz für Intolerante zeigen, ändern werde sich erst etwas, wenn „diese Leute oder ihre Kinder etwas in die Fresse kriegen.“

## Kritik

### Kritik an Vortrag bei der Freiheitlichen Akademie (2018)
Im 13. November 2018 trat Seyran Ateş zusammen mit dem damaligen FPÖ-Chef und österreichischem Vize-Kanzler Heinz-Christian Strache im Wiener Kursalon Hübner auf. Sie hielt einen Vortrag bei der Freiheitlichen Akademie der FPÖ mit dem Titel Der politische Islam und seine Gefahren für Europa. Bereits vor der Veranstaltung hatte es heftige Kritik an Ateş gegeben. Abdel-Hakim Ourghi, eines der sechs Gründungsmitglieder und Gesellschafter der Ibn-Rushd-Goethe-Moschee trat aus Protest zurück. Am Tag vor der Veranstaltung veröffentlichte Ateş auf der Webseite der Ibn-Rushd-Goethe-Moschee eine Pressemitteilung, mit dem Titel Zu ihrer morgigen Teilnahme an der Freiheitlichen Akademie in Österreich erklärt Seyran Ateş. Später veröffentlichte sie dort auch den Text ihrer Rede. Ateş wurde dafür unter anderem von Hilal Sezgin in ihrer TAZ-Kolumne vom 21. November 2018 unter der Überschrift Wie man nicht mit Rechten redet kritisiert. Auch in der Wochenzeitung Der Freitag erschien ein kritischer Artikel. In der Wochenzeitung Jungle World folgten dann im Dezember zwei Artikel, die Ateş' Absicht herausstellen, dem liberalen Islam angesichts der Dominanz rückschrittlicher Islamverbände eine Chance zu geben, weswegen es notwendig sei, mit den Regierenden (der FPÖ) zu sprechen. Sie habe "ihre zentralen Thesen gerade nicht den Argumenten der Rechten angepasst, sondern sie <bediene> ein eher linkes Vorurteil über den Islam", wenn sie suggeriere, "es gebe eine theologische Lösung für die Probleme des Korans". Im Januar des Folgejahres erschien ein Interview mit der sich als "linksliberal" bezeichnenden Ateş, die ihre Enttäuschung über linke und linksliberale Parteien äußert, da diese die Kritik an dem politischen Islam den Rechten überließen.

### Europäische Bürgerinitiative Stop Extremism
Gemeinsam mit dem ehemaligen österreichischen Bundesrat Efgani Dönmez und dem Juristen Sebastian Reimer initiierte Ates im Juli 2017 die European Citizen’s Initiative Stop Extremism (ECI), ein Maßnahmenpaket gegen politischen und religiösen Extremismus in Europa. Ziel war es, eine EU-Richtlinie zu erreichen, die Schlupflöcher bei der Bekämpfung von Extremismus schließt und europaweit einen effektiven Schutz vor Extremismus etabliert. Zahlreiche Personen, darunter der Autor und Psychologe Ahmad Mansour, die Ethnologin Susanne Schröter und der Religionspädagoge Mouhanad Khorchide, unterstützten die Initiative.

### Inanspruchnahme eines Privatkredits
Im Dezember 2019 wurde bekannt, dass Ateş, Kritikerin der Prostitution, vom  Betreiber des größten Bordells in Berlin einen Privatkredit in Höhe von 45.000 Euro erhalten hatte. Sie kannte den Bordellbetreiber von Recherchen zur Situation von Prostituierten und hatte sich zuvor positiv über dieses Bordell geäußert. Ateş erklärte, „sie habe keine unzulässigen Vorteile in Anspruch genommen“, bezeichnete die Kreditnahme allerdings als „größten Fehler“ ihres Lebens, für den sie sich sehr schäme.

### „Muslimische Antimuslime“
In einem Buchbeitrag wirft die Psychologin Birgit Rommelspacher, emeritierte Professorin an der Alice-Salomon-Hochschule Berlin, Seyran Ateş vor, sich beim Thema Kindererziehung in türkischen Familien in einem „eklatanten Widerspruch zu den empirischen Forschungen“ zu befinden. Zudem würde Ateş’ Aussage, sie habe als Muslima in Deutschland aufgrund ihrer deutschen Sprachkompetenz nie Diskriminierung erfahren, und die mit dieser Erfahrung verbundene Fokussierung auf das Sprachproblem „von der Mehrheitsgesellschaft gerne aufgegriffen, denn damit kann sie den Veränderungsdruck an die Minderheiten abgeben und sich selbst von den Vorwürfen der Versäumnisse in der Integrationspolitik und des antimuslimischen Rassismus freisprechen.“ Mit Ateş’ in Der Multikulti-Irrtum getroffenen Aussage, „Ich wünschte mir, dass tatsächlich alle Menschen, die der Ansicht sind, dass sie in einem anderen Land leben wollen, Deutschland verlassen würden“, werden laut Rommelspacher Ressentiments gegenüber Fremden „nicht nur unterstützt, sondern geradezu eingefordert“.

## Publikationen

### Werke
- 1983: Michael Kuhlmann, Alwin Meyer (Hrsg.): Wo gehören wir hin? In: Lamuv Taschenbuch Band 25, Bornheim-Merten, ISBN 3-921521-73-4 (veröffentlicht mit einer Freundin unter den Pseudonymen „Ayşe“ und „Devrim“, 8. Auflage 1994).
- 2003: Große Reise ins Feuer. Die Geschichte einer deutschen Türkin. Rowohlt, Berlin, ISBN 3-87134-452-4, Rezension:[58]
- 2004: Religionsfreiheit nicht auf Kosten von Frauen und Mädchen – Durchsetzung der Grundrechte auf Gleichberechtigung und Selbstbestimmung. Eingangsstatement zum Forum „Gesetz und Religion“ auf dem „Feministischen Juristinnentag“ FJT am 8. Mai 2004 in Frankfurt am Main. In: Verein Frauen Streiten für Ihr Recht (Hrsg.): Streit – feministische Rechtszeitschrift, Vol. 22, No. 3, S. 99–103. ISSN 0175-4467
- 2005: Individualität. Ich sein oder Ich haben? In: Michael Alberts (Hrsg.): Flensburger Hefte. Band 87, mit einem Beitrag von Seyran Ateş. Flensburger Hefte Verlag, Flensburg, ISBN 978-3-935679-22-0.
- 2007: Der Multikulti-Irrtum. Wie wir in Deutschland besser zusammenleben können. Ullstein, Berlin, ISBN 978-3-550-08694-6, Rezension:.[59]
- 2007: Co-Autorin des Drehbuchs zur Tatort-Folge „Familienaufstellung“.[60]
- 2008: Bei Trennung: Tod. In: Robertson-von Trotha, Caroline Y. (Hrsg.): Tod und Sterben in der Gegenwartsgesellschaft. Eine interdisziplinäre Auseinandersetzung (= Kulturwissenschaft interdisziplinär / Interdisciplinary Studies on Culture and Society, Band 3), Baden-Baden 2008, ISBN 978-3-8329-3171-1.
- 2009: Der Islam braucht eine sexuelle Revolution. Eine Streitschrift. Ullstein, Berlin, ISBN 978-3-550-08758-5.
- 2013: Wahlheimat – Warum ich Deutschland lieben möchte. Ullstein, Berlin, ISBN 978-3-550-08020-3, Auszüge bei Google Bücher.
- 2017: Selam, Frau Imamin. Ullstein, Berlin, ISBN 978-3-550-08155-2.

## Film
Güner Yasemin Balcı hat für einen Dokumentarfilm Seyran Ateş eineinhalb Jahre beim Aufbau der liberalen Ibn-Rushd-Goethe-Moschee begleitet. Der Film Die große Reise – Seyran Ateş und der Weg zu einem reformierten Islam wurde im Herbst 2019 im ZDF gesendet.

## Auszeichnungen
- 2004: Berliner Frauenpreis der Berliner Senatsverwaltung für Wirtschaft, Arbeit und Frauen[63]
- 2005: Zivilcouragepreis des CSD Berlin
- 2005: Frau des Jahres – Ehrung des Deutschen Staatsbürgerinnen-Verbandes e. V.[64]
- 2005: Nominierung zum Friedensnobelpreis innerhalb des Projekts 1000 Frauen für den Friedensnobelpreis 2005[65]
- 2006: Rainbow Award
- 2006: Ossip-K.-Flechtheim-Preis des Humanistischen Verbands Deutschlands (HVD)[66]
- 2006: Margherita-von-Brentano-Preis der Freien Universität Berlin[67]
- 2007: Auszeichnung zur „Niedersächsischen Löwin 2007“ durch den AsF Landesverband Niedersachsen[68]
- 2007: Bundesverdienstkreuz am Bande
- 2007: Menschenrechtspreis der Ingrid zu Solms-Stiftung
- 2008: Verdienstorden des Landes Berlin
- 2008: Johann-Philipp-Palm-Preis für Meinungs- und Pressefreiheit
- 2008: Arnold-Freymuth-Preis der Arnold-Freymuth-Gesellschaft
- 2012: Respektpreis des Bündnisses gegen Homophobie[69]
- 2014: Ehrenpreis der Johanna-Loewenherz-Stiftung[70]
- 2014: Bundesverdienstkreuz 1. Klasse
- 2018: Marion Dönhoff Preis
- 2019: „Das unerschrockene Wort“
- 2019: Immanuel-Kant-Preis der „Bürgerinitiative Aufbruch 2016“ Schwetzingen
- 2019: Menschrechtspreis der Universität Oslo[71]
- 2019: Urania-Medaille
- 2022: Reinhold-Maier-Medaille
- 2023: Theodor-Haecker-Preis der Stadt Esslingen am Neckar[72]

### Presse
- 2005: „Multikulti ist verantwortungslos“. Interview mit Jan Feddersen in der tageszeitung, 28. Februar 2005
- 2007: Die Integrationsindustrie. In: Tagesspiegel. 7. Oktober 2007 (Online).
- 2009: Das Kopftuch ist zur Waffe geworden. In: Emma, 1. September 2009
- 2011: „Sex ist Vorläufer des Paradieses.“ Interview mit Stefan Beig in der Wiener Zeitung, 10. Juni 2011
- 2015: „Nach dem Attentat dachte ich: Jetzt erst recht!“ Interview mit Evelyn Finger im Zeit Magazin, Nr. 8/2015
- 2016: Seyran Ates: Hassmails von Deutsch-Türken. In: Emma, 22. Juli 2016
- 2021: Seyran Ates über „Sex, Revolution & Islam“ – „Meine Eltern hatten Angst, dass ich eine Hure werde“, Interview, Cicero, 2. Mai 2021

### Filme, Reportagen
- 2021: Seyran Ateş: Sex, Revolution and Islam

## Mitgliedschaften
- 1998–1999: Bündnis 90/Die Grünen
- 2004–2007: SPD
- Kuratorium HVD, Landesverband Berlin-Brandenburg[73]
- Institut für Weltanschauungsrecht (ifw)[74]